# Premio Edgar
Los Premios Edgar Allan Poe, o Premios Edgar, en honor a Edgar Allan Poe, son entregados todos los años por Asociación de Escritores de Misterio de Estados Unidos. Honran a los mejores en ficción de misterio, no ficción, televisión, film y teatro publicado o producido en el último año.

## Categorías
Incluidas en el año 2003 incluyen:
- Mejor novela.
- Mejor primera novela por parte de un autor estadounidense.
- Best paperback (Mejor original publicado en libro de bolsillo).
- Mejor biografía.
- Mejor artículo sobre crimen real.
- Mejor relato.
- Mejor joven adulto.
- Mejor juvenil.
- Mejor episodio de serie de TV.
- Mejor largometraje.
- Mejor obra de teatro.

## Mejor Novela
Se entrega a una novela criminal publicada en Estados Unidos en los dos últimos años.
| Año  | Autor                    | Título                            | Publicación                              | Traducción                        | Publicación                              |
| ---- | ------------------------ | --------------------------------- | ---------------------------------------- | --------------------------------- | ---------------------------------------- |
| 1954 | Charlotte Jay            | Beat Not the Bones                | Harper. OCLC 316886131.                  |                                   |                                          |
| 1955 | Raymond Chandler         | The Long Goodbye                  | Hamish Hamilton. 9780241019986.          | El largo adiós                    | Diagonal. 978-84-9762-025-3.             |
| 1956 | Margaret Millar          | A Beast in View                   | Random House. OCLC 1034253.              | La bestia se acerca               | Fórum. 978-84-7574-152-9.                |
| 1957 | Charlotte Armstrong      | A Dram of Poison                  | Coward-McCann. OCLC 1079597.             | Un trago de veneno                | Fórum. 978-84-85604-47-0.                |
| 1958 | Ed Lacy                  | Room to Swing                     | Harper & Brother's. OCLC 1729682.        | El detective negro                | Fórum. 978-84-85604-62-3.                |
| 1959 | Stanley Ellin            | The Eighth Circle                 | Random House. 9780839825326.             | El octavo círculo                 | Fórum. 978-84-85604-87-6.                |
| 1960 | Celia Fremlin            | The Hours Before Dawn             | Lippincott. OCLC 764709.                 | Las horas que preceden al alba    | Apóstrofe. 978-84-455-0018-7.            |
| 1961 | Julian Symons            | The Progress of a Crime           | Harper. OCLC 176255.                     |                                   |                                          |
| 1962 | John Creasy              | Gideon's Fire                     | Harper. OCLC 226577617.                  |                                   |                                          |
| 1963 | Ellis Peters             | Death and the Joyful Woman        | Harper. OCLC 226577617.                  |                                   |                                          |
| 1964 | Eric Ambler              | The Light of Day                  | Knopf. OCLC 362581.                      | La luz del día                    | RBA. 978-84-9006-467-2.                  |
| 1965 | John le Carré            | The Spy who came in from the cold | Coward-McCann. 9780143124757.            | El espía que surgió del frío      | Planeta. 978-84-320-8615-1.              |
| 1966 | Elleston Trevor          | The Quiller Memorandum            | Harper Collins. 978-0002430555.          | El memorándum de Berlín           | Plaza & Janés. 978-84-01-40038-4.        |
| 1967 | Nicolas Freeling         | The King of the Rainy Country     | Harper & Row. OCLC 1113935.              | El rey del país lluvioso          | Júcar. 978-84-334-3716-7.                |
| 1968 | Donald E. Westlake       | God Save the Mark                 | Random House. OCLC 872642.               | Dios salve al primo               | RBA. 9788490065662.                      |
| 1969 | Michael Crichton         | A Case of Need                    | Signet. 9780451183668.                   | Un caso de urgencia               | Grijalbo. 978-84-253-0053-0.             |
| 1970 | Dick Francis             | Forfeit                           | Harper & Row. 9780515124453.             | Un caso de urgencia               | Grijalbo. 978-84-253-0053-0.             |
| 1971 | Maj Sjöwall y Per Wahloo | The Laughing Policeman            | Vintage Books. 9780394723419.            | El alegre policía                 | Noguer. 978-84-279-0028-8.               |
| 1972 | Frederick Forsyth        | The Day of the Jackal             | Viking Press. 9780670259366.             | Chacal                            | Plaza & Janés. 978-84-01-30031-8.        |
| 1973 | Warren Kiefer            | The Lingala Code                  | Random House. 9780394479569.             |                                   |                                          |
| 1974 | Tony Hillerman           | Dance Hall of the Dead            | Harper & Row. 9780060118983.             |                                   |                                          |
| 1975 | Jon Cleary               | Peter's Pence                     | Morrow. 9780688002527.                   |                                   |                                          |
| 1976 | Brian Garfield           | Hopscotch                         | Lippincott. 9780871311641.               |                                   |                                          |
| 1977 | Robert B. Parker         | Promised Land                     | Houghton Mifflin. 9780395247716.         | Tierra prometida                  | Alianza. 978-84-206-0432-9.              |
| 1978 | William H. Hallahan      | Catch Me: Kill Me                 | Bobbs Merrill. 9780672523113.            |                                   |                                          |
| 1979 | Ken Follett              | Eye of the Needle                 | Arbor House. 9780672523113.              | La isla de las tormentas          | Planeta. 978-84-320-8204-7.              |
| 1980 | Arthur Maling            | The Rheingold Route               | Harper & Row. 9780060128586.             |                                   |                                          |
| 1981 | Dick Francis             | Whip Hand                         | Harper & Row. 9780060113841.             |                                   |                                          |
| 1982 | William Bayer            | Peregrine                         | Congdon & Lattès. 9780865530249.         |                                   |                                          |
| 1983 | Rick Boyer               | Billingsgate Shoal                | Houghton Mifflin. 9780395320419.         |                                   |                                          |
| 1984 | Elmore Leonard           | LaBrava                           | Arbor House. 9780877955276.              | Joe LaBrava                       | Versal. 978-84-86311-54-4.               |
| 1985 | Ross Thomas              | Briar Patch                       | Simon & Schuster. OCLC 961901763.        | La madriguera                     | Júcar. 978-84-334-3706-8.                |
| 1986 | L. R. Wright             | The Suspect                       | Viking. 9780670805969.                   | El sospechoso                     | Vidorama. 978-84-7730-083-0.             |
| 1987 | Ruth Rendell             | A Dark-Adapted Eye                | Bantam Books. 9780553264982.             | Inocencia singular                | Versal. 978-84-86311-55-1.               |
| 1988 | Aaron Elkins             | Old Bones                         | Mysterious Press. 9780445406872.         |                                   |                                          |
| 1989 | Stuart M. Kaminsky       | A Cold Red Sunrise                | Scribner. 9780684189055.                 |                                   |                                          |
| 1990 | James Lee Burke          | Black Cherry Blues                | Little, Brown & Company. 9780316116992.  | Black Cherry Blues                | Ediciones B. 978-84-406-1820-7.          |
| 1991 | Julie Smith              | New Orleans Mourning              | St. Martin's Press. OCLC 20392204.       |                                   |                                          |
| 1992 | Lawrence Block           | A Dance at the Slaughterhouse     | Morrow. 9780688103491.                   | Un baile en el matadero           | La Factoría de Ideas. 978-84-9800-287-4. |
| 1993 | Margaret Maron           | Bootlegger's Daughter             | Mysterious Press. 9780892964451.         | La hija del contrabandista        | Planeta. 978-84-08-00221-5.              |
| 1994 | Minette Walters          | The Sculptress                    | St. Martin's Press. 9780312099091.       | La escultora                      | Grijalbo. 978-84-253-2706-3.             |
| 1995 | Mary Willis Walker       | The Red Scream                    | Doubleday. 9780385468589.                | El grito rojo                     | Grijalbo. 978-84-253-3000-1.             |
| 1996 | Dick Francis             | Come to Grief                     | Putnam's Son. 9780399140822.             |                                   |                                          |
| 1997 | Thomas H. Cook           | The Chatham School Affair         | Bantam Books. 9780553096521.             | El misterio de la laguna negra    | Umbriel. 978-84-95618-03-0.              |
| 1998 | James Lee Burke          | Cimarron Rose                     | Hyperion. 9780786862580.                 |                                   |                                          |
| 1999 | Robert Clark             | Mr. White's Confession            | Picador. 9780312204266.                  | La confesión del señor White      | Andrés Bello. 978-84-95407-75-7.         |
| 2000 | Jan Burke                | Bones                             | Simon & Schuster. 9780684855516.         |                                   |                                          |
| 2001 | Joe R. Lansdale          | The Bottoms                       | Mysterious Press. 9780892967049.         | Cuando el río suena               | RBA. 978-84-7901-966-2.                  |
| 2002 | T. Jefferson Parker      | Silent Joe                        | Hyperion. 9780786867288.                 | El silencio de Joe                | Diagonal. 978-84-95808-59-2.             |
| 2003 | S. J. Rozan              | Winter and Night                  | St. Martin's Minotaur. 9780312245559.    | Invierno y noche                  | La Factoría de Ideas. 978-84-9800-151-8. |
| 2004 | Ian Rankin               | Resurrection Men                  | Little, Brown & Company. 9780316766845.  | Resurrección                      | RBA. 978-84-7871-222-9.                  |
| 2005 | T. Jefferson Parker      | California Girl                   | William Morrow. 9780060562366.           | La chica de California            | La Factoría de Ideas. 978-84-9800-247-8. |
| 2006 | Jess Walter              | Citizen Vince                     | Regan Books. 9780060394417.              | Ciudadano Vince                   | La Factoría de Ideas. 978-84-9800-322-2. |
| 2007 | Jason Goodwin            | The Janissary Tree                | Farrar, Straus & Giroux. 9780374178604.  | El árbol de los jenízaros         | Seix Barral. 978-84-322-5018-7.          |
| 2008 | John Hart                | Down River                        | St. Martin's Griffin. 9780312677381.     |                                   |                                          |
| 2009 | C. J. Box                | Blue Heaven                       | St. Martin's Minotaur. 9780312365707.    |                                   |                                          |
| 2010 | John Hart                | The Last Child                    | Minotaur Books. 9780312359324.           | No hay cuervos                    | Pàmies. 9788415433941.                   |
| 2011 | Steve Hamilton           | The Lock Artist                   | Minotaur Books. 9780312380427.           | El chico                          | Pàmies. 978-84-15433-10-1.               |
| 2012 | Mo Hayder                | Gone                              | Atlantic Monthly Press. 9780802119643.   |                                   |                                          |
| 2013 | Dennis Lehane            | Live by Night                     | William Morrow. 9780060004873.           | Vivir de noche                    | RBA. 978-84-9006-492-4.                  |
| 2014 | William Kent Krueger     | Ordinary Grace                    | Atria Books. 9781451645828.              |                                   |                                          |
| 2015 | Stephen King             | Mr. Mercedes                      | Scribner. 9781476754451.                 | Mr. Mercedes                      | Plaza & Janés. 978-84-01-34311-7.        |
| 2016 | Lori Roy                 | Let Me Die in His Footsteps       | Dutton. 9780525955078.                   |                                   |                                          |
| 2017 | Noah Hawley              | Before the Fall                   | Grand Central Publishing. 9781455561780. | Antes de la caída                 | Reservoir Books. 978-84-16195-63-3.      |
| 2018 | Attica Locke             | Bluebird, Bluebird                | Mulholland Books. 9780316363297.         | Texas Blues                       | Alianza de Novelas. 9788491049081.       |
| 2019 | Walter Mosley            | Down the River unto the Sea       | Mulholland Books. 9780316509640.         | Traición                          | RBA. 9788490569559.                      |
| 2020 | Elly Griffiths           | The Stranger Diaries              | Quercus. 9781786487414.                  |                                   |                                          |
| 2021 | Deepa Anappara           | Djinn Patrol on the Purple Line   | Random House. 9780593129197.             | Los detectives de la línea morada | Destino. 978-84-233-5864-9.              |
| 2022 | James Kestrel            | Five Decembers                    | Titan Boooks. 9781789096118.             |                                   |                                          |
| 2023 | Danya Kukafka            | Notes on an Execution             | William Morrow. 9780063052734.           |                                   |                                          |
| 2024 | James Lee Burke          | Flags on the Bayou                | Atlantic Monthly Press. 9780802161703.   |                                   |                                          |

## Premio Grand Master
El Grand Master es el mayor honor entregado por Asociación de Escritores de Misterio de Estados Unidos; reconoce logros y consistencia en la calidad de los trabajos. 
| Año  | Ganador              |      | Año                     | Ganador          |                   | Año                   | Ganador            |  | Año  | Ganador             |
| ---- | -------------------- | ---- | ----------------------- | ---------------- | ----------------- | --------------------- | ------------------ |  | ---- | ------------------- |
| 1955 | Agatha Christie      |      | 1979                    | Aaron Marc Stein |                   | 2006                  | Stuart M. Kaminsky |  | 2024 | Katherine Hall Page |
| 1956 | No se concedió       | 1980 | W. R. Burnett           | 2007             | Stephen King      | Robert Lawrence Stine |                    |  | 2024 |                     |
| 1957 | No se concedió       | 1981 | Stanley Ellin           | 2008             | Bill Pronzini     |                       |                    |  |      |                     |
| 1958 | Vincent Starrett     | 1982 | Julian Symons           | 2009             | James Lee Burke   |                       |                    |  |      |                     |
| 1959 | Rex Stout            | 1983 | Margaret Millar         | 2009             | Sue Grafton       |                       |                    |  |      |                     |
| 1960 | No se concedió       | 1984 | John le Carré           | 2010             | Dorothy Gilman    |                       |                    |  |      |                     |
| 1961 | Ellery Queen         | 1985 | Dorothy Salisbury Davis | 2011             | Sara Paretsky     |                       |                    |  |      |                     |
| 1962 | Erle Stanley Gardner | 1986 | Ed McBain               | 2012             | Martha Grimes     |                       |                    |  |      |                     |
| 1963 | John Dickson Carr    | 1987 | Michael Gilbert         | 2013             | Ken Follett       |                       |                    |  |      |                     |
| 1964 | George Harmon Coxe   | 1988 | Phyllis A. Whitney      | 2013             | Margaret Maron    |                       |                    |  |      |                     |
| 1965 | No se concedió       | 1989 | Hillary Waugh           | 2014             | Robert Crais      |                       |                    |  |      |                     |
| 1966 | Georges Simenon      | 1990 | Helen McCloy            | 2014             | Carolyn Hart      |                       |                    |  |      |                     |
| 1967 | Baynard Kendrick     | 1991 | Tony Hillerman          | 2015             | Lois Duncan       |                       |                    |  |      |                     |
| 1968 | No se concedió       | 1992 | Elmore Leonard          | 2015             | James Ellroy      |                       |                    |  |      |                     |
| 1969 | John Creasey         | 1993 | Donald E. Westlake      | 2016             | Walter Mosley     |                       |                    |  |      |                     |
| 1970 | James M. Cain        | 1994 | Lawrence Block          | 2017             | Max Allan Collins |                       |                    |  |      |                     |
| 1971 | Mignon G. Eberhart   | 1995 | Mickey Spillane         | 2017             | Ellen Hart        |                       |                    |  |      |                     |
| 1972 | John D. MacDonald    | 1996 | Dick Francis            | 2018             | Jane Langton      |                       |                    |  |      |                     |
| 1973 | Alfred Hitchcock     | 1997 | Ruth Rendell            | 2018             | William Link      |                       |                    |  |      |                     |
| 1973 | Judson Philips       | 1998 | Barbara Mertz           | 2018             | Peter Lovesey     |                       |                    |  |      |                     |
| 1974 | Ross Macdonald       | 1999 | P. D. James             | 2019             | Martin Cruz Smith |                       |                    |  |      |                     |
| 1975 | Eric Ambler          | 2000 | Mary Higgins Clark      | 2020             | Barbara Neely     |                       |                    |  |      |                     |
| 1976 | Graham Greene        | 2001 | Edward D. Hoch          | 2021             | Jeffery Deaver    |                       |                    |  |      |                     |
| 1977 | No se concedió       | 2002 | Robert B. Parker        | 2021             | Charlaine Harris  |                       |                    |  |      |                     |
| 1978 | Dorothy B. Hughes    | 2003 | Ira Levin               | 2022             | Laurie R. King    |                       |                    |  |      |                     |
| 1978 | Ngaio Marsh          | 2004 | Joseph Wambaugh         | 2023             | Michael Connelly  |                       |                    |  |      |                     |
| 1978 | Daphne du Maurier    | 2005 | Marcia Muller           | 2023             | Joanne Fluke      |                       |                    |  |      |                     |

## Mejor libro de bolsillo
Mejor novela publicada en edición popular o libro de bolsillo.
| Año  | Autor                          | Título                                       | Publicación                            | Traducción          | Publicación                          |
| ---- | ------------------------------ | -------------------------------------------- | -------------------------------------- | ------------------- | ------------------------------------ |
| 1970 | Scott C.S. Stone               | The Dragon's Eye                             | Fawcett. OCLC 15367011.                |                     |                                      |
| 1971 | Dan J. Marlowe                 | Flashpoint                                   | Fawcett. OCLC 7668650.                 |                     |                                      |
| 1972 | Frank McAuliffe                | For Murder I Charge More                     | Ostara Publishing. 9781909619371.      |                     |                                      |
| 1973 | Richard Wormser                | The Invader                                  | Fawcett. OCLC 1458253.                 |                     |                                      |
| 1974 | Will Perry                     | Death of an Informer                         | Robson. 9780903895880.                 |                     |                                      |
| 1975 | Roy Winsor                     | The Corpse That Walked                       | Fawcett. OCLC 1647175.                 |                     |                                      |
| 1976 | John R. Feegel                 | Autopsy                                      | Avon. 9780380002696.                   |                     |                                      |
| 1977 | Gregory Mcdonald               | Confess, Fletch                              | Avon Books. 9780380008148.             |                     |                                      |
| 1978 | Mike Jahn                      | The Quark Maneuver                           | Ballantine Books. 9780345251718.       |                     |                                      |
| 1979 | Frank Bandy                    | Deceit and Deadly Lies                       | Charter. 9780441065172.                |                     |                                      |
| 1980 | William L. DeAndrea            | The Hog Murders                              | Avon Books. 9780380475483.             |                     |                                      |
| 1981 | Bill Granger                   | Public Murders                               | Jove. OCLC 6133435.                    |                     |                                      |
| 1982 | L. A. Morse                    | The Old Dick                                 | Avon Books. 9780380783298.             |                     |                                      |
| 1983 | Teri White                     | Triangle                                     | Ace Books. 978-0441824199.             |                     |                                      |
| 1984 | Margaret Tracy (Andrew Klavan) | Mrs. White                                   | Dell Publishing. 978-0440158936.       |                     |                                      |
| 1985 | Molly Cochran y Warren Murphy  | Grandmaster                                  | Futura Publications. 978-0708827666.   |                     |                                      |
| 1986 | Warren Murphy                  | Pigs Get Fat                                 | Ereads. 978-0759290327.                |                     |                                      |
| 1987 | Robert Campbell                | The Junkyard Dog                             | Penguin Books. 978-0451143969.         |                     |                                      |
| 1988 | Sharyn McCrumb                 | Bimbos of the Death Sun                      | Random House. 978-0345483027.          |                     |                                      |
| 1989 | Timothy Findley                | The Telling of Lies                          | Dell Publishings. 9780440550013.       |                     |                                      |
| 1990 | Keith Peterson (Andrew Klavan) | The Rain                                     | Bantam Books. 9780553276633.           |                     |                                      |
| 1991 | David Handler                  | The Man Who Would Be F.Scott Fitzgerald      | Doubleday. 9780385467827.              |                     |                                      |
| 1992 | Thomas Adcock                  | Dark Maze                                    | Pocket Books. 9780671729097.           |                     |                                      |
| 1993 | Dana Stabenow                  | A Cold Day for Murder                        | Poisoned Pen Press. 9781590588734.     |                     |                                      |
| 1994 | Steven Womack                  | Dead Folk's Blues                            | Ballantine Books. 9780345376749.       |                     |                                      |
| 1995 | Lisa Scottoline                | Final Appeal                                 | Harper Paperbacks. 9780061042942.      |                     |                                      |
| 1996 | William Heffernan              | Tarnished Blue                               | Onyx. 9780451182951.                   |                     |                                      |
| 1997 | Harlan Coben                   | Fade Away                                    | Dell Publishings. 9780440222682.       | Tiempo muerto       | Ediciones B. 978-84-406-8948-1.      |
| 1998 | Laura Lippman                  | Charm City                                   | Avon Books. 9780380788767.             |                     |                                      |
| 1999 | Rick Riordan                   | The Widower's Two-Step                       | Bantam Books. 9780553576450.           |                     |                                      |
| 2000 | Ruth Birmingham                | Fulton County Blues                          | Berkley Prime Crime. 9780425166970.    |                     |                                      |
| 2001 | Mark Graham                    | The Black Maria                              | Avon Twilight. 9780380800681.          |                     |                                      |
| 2002 | Daniel Chavarria               | Adios muchachos                              | Akashic Books. 978-1888451160.         | Adiós muchachos     | Random House. 978-84-397-1029-5.     |
| 2003 | T. J. MacGregor                | Out of Sight                                 | Kensington Pub. 9780786013234.         |                     | &bnsp;                               |
| 2004 | Sylvia Maultash Warsh          | Find Me Again                                | Dundurn Group. 978-1550024746.         |                     | &bnsp;                               |
| 2005 | Domenic Stansberry             | The Confession                               | Dorchester Publishing. 9780843953541.  | La confesión        | Pàmies. 978-84-96952-00-3.           |
| 2006 | Jeffrey Ford                   | Girl in the Glass                            | Dark Alley. 9780060936198.             | La niña del cristal | La Factoría de Ideas. 9788498003994. |
| 2007 | Naomi Hirahara                 | Snakeskin Shamisen                           | Delta Trade Paperbacks. 9780385339612. |                     |                                      |
| 2008 | Megan Abbott                   | Queenpin                                     | Simon & Schuster. 9781416534280.       | Reina del crimen    | Valdemar. 9788493777135.             |
| 2009 | Meg Gardiner                   | China Lake                                   | Obsidian Mystery. 9780451224552.       |                     |                                      |
| 2010 | Marc Strange                   | Body Blows                                   | Dundurn Press. 9781554883905.          |                     |                                      |
| 2011 | Robert Goddard                 | Long Time Coming                             | Bantam Books. 9780385343619.           |                     |                                      |
| 2012 | Robert Jackson Bennett         | The Company Man                              | Orbit. 9780316054706.                  |                     |                                      |
| 2013 | Ben H. Winters                 | The Last Policeman                           | Quirk Books. 9781594746741.            | El último policía   | Hidra. 978-84-16387-92-2.            |
| 2014 | Alex Marwood                   | The Wicked Girls                             | Sphere. 9780751547986.                 |                     |                                      |
| 2015 | Chris Abani                    | The Secret History of Las Vegas              | Penguin Books. 9780143124955.          |                     |                                      |
| 2016 | Lou Berney                     | The Long and Faraway Gone                    | William Morrow. 9780062292438.         |                     |                                      |
| 2017 | Adrian McKinty                 | Rain Dogs                                    | Seventh Street Books. 9781633881303.   |                     |                                      |
| 2018 | Anna Mazzola                   | The Unseeing                                 | Sourcebooks Landmark. 9781492635475.   |                     |                                      |
| 2019 | Alison Gaylin                  | If I Die Tonight                             | William Morrow. 9780062641106.         |                     |                                      |
| 2020 | Adam O'Fallon Price            | The Hotel Neversink                          | Tin House Books. 9781947793347.        |                     |                                      |
| 2021 | Alyssa Cole                    | When No One is Watching                      | William Morrow. 9780063111615.         |                     |                                      |
| 2022 | Alan Parks                     | Bobby March Will Live Forever                | Europa Editions. 9781609456856.        |                     |                                      |
| 2023 | Joe Hart                       | Or Else                                      | Thomas & Mercer. 9781542035125.        |                     |                                      |
| 2024 | Jesse Q. Sutanto               | Vera Wong's Unsolicited Advice for Murderers | Penguin Random House 9780593546178     |                     |                                      |

## Mejor primera novela
Mejor novela publicada por un autor novel.
| Año  | Autor                   | Título                        | Publicación                                  | Traducción                        | Publicación                                 |
| ---- | ----------------------- | ----------------------------- | -------------------------------------------- | --------------------------------- | ------------------------------------------- |
| 1946 | Julius Fast             | Watchful at Night             | Farrar & Rinehart. OCLC 5383002.             |                                   |                                             |
| 1947 | Helen Eustis            | The Horizontal Man            | Harper & Brothers Publishers. OCLC 5694225.  |                                   |                                             |
| 1948 | Fredric Brown           | The Fabulous Clipjoint        | Dutton & Company. OCLC 3157549.              | La trampa fabulosa                | Bruguera. 978-84-02-09805-4.                |
| 1949 | Mildred Davis           | The Room Upstairs             | Avon Books. OCLC 6066867.                    | Escaleras arriba                  | Ed. Saturnino Calleja.                      |
| 1950 | Alan Green              | What a Body                   | Macmillan & Company. OCLC 560296335.         |                                   |                                             |
| 1951 | Thomas Walsh            | Nightmare in Manhattan        | Little, Brown & Company. OCLC 1387943.       |                                   |                                             |
| 1952 | Mary McMullen           | Strangle Hold                 | Jove Publications. 9780515097627.            |                                   |                                             |
| 1953 | William Campbell Gault  | Don't Cry for Me              | Dutton. OCLC 2992468.                        |                                   |                                             |
| 1954 | Ira Levin               | A Kiss Before Dying           | Simon & Schuster. OCLC 964414.               | Un beso antes de morir            | Bruguera. 978-84-02-09417-9.                |
| 1955 | Jean Potts              | Go, Lovely Rose               | Scribner. OCLC 1804373.                      |                                   |                                             |
| 1956 | Lane Kauffman           | The Perfectionist             | Cutting Edge Books. 978-1957868561.          |                                   |                                             |
| 1957 | Donald McNutt Douglass  | Rebecca's Pride               | Harper & Brothers. OCLC 1041556.             |                                   |                                             |
| 1958 | William Rawle Weeks     | Knock and Wait a While        | Bantam Books. OCLC 1414832157.               |                                   |                                             |
| 1959 | Richard Martin Stern    | The Bright Road to Fear       | Ballantine Books. OCLC 1625790.              |                                   |                                             |
| 1960 | Henry Slesar            | The Grey Flannel Shroud       | Random House. OCLC 1234772.                  |                                   |                                             |
| 1961 | John Holbrooke Vance    | The Man in the Cage           | Spatterlight Press. 978-1619471375.          |                                   |                                             |
| 1962 | Suzanne Blanc           | The Green Stone               | Cassell. OCLC 30223583.                      |                                   |                                             |
| 1963 | Robert L. Fish          | The Fugitive                  | Simon & Schuster. OCLC 627630.               |                                   |                                             |
| 1964 | Cornelius Hirschberg    | Florentine Finish             | Harper & Row. OCLC 3082005.                  |                                   |                                             |
| 1965 | Harry Kemelman          | Friday the Rabbi Slept Late   | Crown. 9780743434874.                        |                                   |                                             |
| 1966 | John Ball               | In The Heat of the Night      | Michael Joseph. OCLC 154727759.              | En el calor de la noche           | Bruguera. 978-84-02-08952-6.                |
| 1967 | Ross Thomas             | The Cold War Swap             | William Morrow & Company. OCLC 1392303.      |                                   |                                             |
| 1968 | Michael Collins         | Act of Fear                   | Mysterious Press. 9781453251058.             | Acto de terror                    | Bruguera. 978-84-02-09804-7.                |
| 1969 | E. Richard Johnson      | Silver Street                 | Hale & Company. 9780709107750.               |                                   |                                             |
| 1969 | Dorothy Uhnak           | The Bait                      | Simon & Schuster. OCLC 1619835.              | El cebo                           | Verón. 978-84-7255-077-3.                   |
| 1970 | Joe Gores               | A Time for Predators          | Random House. OCLC 12568.                    |                                   |                                             |
| 1971 | Lawrence Sanders        | The Anderson Tapes            | Putnam. 9780891908548.                       | Las cintas de Anderson            | Ultramar. 978-84-7386-232-5.                |
| 1972 | A.H.Z. Carr             | Finding Maubee                | Putnam's Sons. OCLC 113154.                  |                                   |                                             |
| 1973 | R.H. Shimer             | Squaw Point                   | Harper & Row. 9780060138486.                 |                                   |                                             |
| 1974 | Paul E. Erdman          | The Billion Dollar Sure Thing | Scribner's Sons. 9780684132792.              | Operación mil millones de dólares | Grijalbo. 978-84-253-0401-9.                |
| 1975 | Gregory Mcdonald        | Fletch                        | Bobbs-Merrill. 9780672520204.                | Fletch                            | Pomaire. 978-84-286-0191-7.                 |
| 1976 | Rex Burns               | The Alvarez Journal           | Harper & Row. 9780060105761.                 |                                   |                                             |
| 1977 | James Patterson         | The Thomas Berryman Number    | Little, Brown & Company. 9780316693615.      |                                   |                                             |
| 1978 | Robert Ross             | A French Finish               | Putnam. 9780399118845.                       |                                   |                                             |
| 1979 | William L. DeAndrea     | Killed in the Ratings         | Harcourt Brace Jovanovich. 9780151469635.    |                                   |                                             |
| 1980 | Richard North Patterson | The Lasko Tangent             | Norton. 9780393011906.                       |                                   |                                             |
| 1981 | Kay Nolte Smith         | The Watcher                   | Ace Books. 978-0441873579.                   |                                   |                                             |
| 1982 | Stuart Woods            | Chiefs                        | Norton. 9780039014612.                       |                                   |                                             |
| 1983 | Thomas Perry            | The Butcher's Boy             | Scribner's Sons. 9780684174556.              |                                   |                                             |
| 1984 | Will Harriss            | The Bay Psalm Book Murder     | Walker. 9780802754943.                       |                                   |                                             |
| 1985 | R.D. Rosen              | Strike Three, You're Dead     | Walker. 9780802755872.                       |                                   |                                             |
| 1986 | Jonathan Kellerman      | When the Bough Breaks         | Atheneum. 9780689115196.                     |                                   |                                             |
| 1987 | Larry Beinhart          | No One Rides for Free         | William Morrow. 9780688060572.               |                                   | &nbsp:                                      |
| 1988 | Deidre S. Laiken        | Death Among Strangers         | Macmillan. 9780025674004.                    |                                   |                                             |
| 1989 | David Stout             | Carolina Skeletons            | Mysterious Press. 9781453234259.             |                                   |                                             |
| 1990 | Susan Wolfe             | The Last Billable Hour        | St. Martin's Press. 9780312025663.           |                                   |                                             |
| 1991 | Patricia Cornwell       | Postmortem                    | Scribner. 9780684191416.                     | Post mórtem                       | Grijalbo. 978-84-253-2776-6.                |
| 1992 | Peter Blauner           | Slow Motion Riot              | William Morrow. 9780688100681.               | Morir en cámara lenta             | Plaza & Janés. 978-84-01-32398-0.           |
| 1993 | Michael Connelly        | The Black Echo                | Little, Brown & Company. 9780316153614.      | El eco negro                      | ediciones B. 978-84-406-7645-0.             |
| 1994 | Laurie R. King          | A Grave Talent                | St. Martin's Press. 9780312088040.           |                                   |                                             |
| 1995 | George Dawes Green      | The Caveman's Valentine       | Warner Books. 9780446517225.                 | El ermitaño del parque            | Grijalbo. 978-84-253-2725-4.                |
| 1996 | David Housewright       | Penance                       | Foul Play Press. 9780881503418.              |                                   |                                             |
| 1997 | John Morgan Wilson      | Simple Justice                | Doubleday. 9780385482349.                    |                                   |                                             |
| 1998 | Joseph Kanon            | Los Alamos                    | Broadway Books. 9780553062243.               | Los Álamos                        | Grijalbo. 978-84-253-3248-7.                |
| 1999 | Steve Hamilton          | A Cold Day in Paradise        | St. Martin's Press. 9780312192488.           | Sangre bajo cero                  | La Factoría de Ideas. 9788498002706.        |
| 2000 | Eliot Pattison          | The Skull Mantra              | St. Martin's Press. 9780312204785.           | El mantra del dragón              | Umbriel. 978-84-95618-12-2.                 |
| 2001 | David Liss              | Conspiracy of Paper           | Random House. 9780375502927.                 | Una conspiración de papel         | Alfaguara. 978-84-204-4252-5.               |
| 2002 | David Ellis             | Line of Vision                | Putnam's Sons. 9780399147074.                |                                   |                                             |
| 2003 | Jonathon King           | The Blue Edge of Midnight     | Dutton. 9780525946434.                       | El filo azul de la medianoche     | Pàmies. 978-84-96952-03-4.                  |
| 2004 | Rebecca Pawel           | Death of a Nationalist        | Soho Press. 9781569473047.                   | Muerte de un nacional             | Ediciones B. 978-84-666-1956-1.             |
| 2005 | Don Lee                 | Country of Origin             | Norton & Company. 9780393058123.             |                                   |                                             |
| 2006 | Theresa Schwegel        | Officer Down                  | St. Martin's Press. 9780312343149.           |                                   |                                             |
| 2007 | Alex Berenson           | The Faithful Spy              | Random House. 9780345478993.                 |                                   |                                             |
| 2008 | Tana French             | In the Woods                  | Viking. 9780670038602.                       | El silencio del bosque            | RBA. 978-84-9867-787-4.                     |
| 2009 | Francie Lin             | The Foreigner                 | Picador. 9780312364045.                      |                                   |                                             |
| 2010 | Stefanie Pintoff        | In the Shadow of Gotham       | Minotaur Books. 9780312544904.               |                                   |                                             |
| 2011 | Bruce DeSilva           | Rogue Island                  | Foprge. 9780765327260.                       | El pirómano                       | Pàmies. 978-84-15433-17-0.                  |
| 2012 | Lori Roy                | Bent Road                     | Dutton. 9780525951834.                       |                                   |                                             |
| 2013 | Chris Pavone            | The Expats                    | Crown Publishers. 9780307956354.             |                                   |                                             |
| 2014 | Jason Matthews          | Red Sparrow                   | Scribner. 9781476706122.                     | Gorrión rojo                      | Lince. 978-84-17302-05-4.                   |
| 2015 | Tom Bouman              | Dry Bones in the Valley       | Norton & Company. 9780393243024.             | Huesos en el valle                | Siruela. 978-84-18436-60-4.                 |
| 2016 | Viet Thanh Nguyen       | The Sympathizer               | Grove Press. 9780802123459.                  | El simpatizante                   | Seix Barral. 978-84-322-3223-7.             |
| 2017 | Flynn Berry             | Under the Harrow              | Penguin Books. 9780143108573.                | En la tormenta                    | Principal de los Libros. 978-84-16223-97-8. |
| 2018 | Jordan Harper           | She Rides Shotgun             | Ecco. 9780062394408.                         | La educación de Polly McClusky    | Reservoir Books. 978-84-18897-86-3.         |
| 2019 | James A. McLaughlin     | Bearskin                      | Ecco. 9780062742797.                         |                                   |                                             |
| 2020 | Angie Kim               | Miracle Creek                 | Sarah Crichton Books. 9780374156022.         | El juicio de Miracle Creek        | Trini Vergara. 978-84-122992-1-2.           |
| 2021 | Caitlin Mullen          | Please See Us                 | Gallery Books. 9781982127480.                |                                   |                                             |
| 2022 | Erin Flanagan           | Deer Season                   | University of Nebraska Press. 9781496226815. |                                   |                                             |
| 2023 | Eli Cranor              | Don't Know Tough              | Soho Press. 9781641293457.                   |                                   |                                             |
| 2024 | I.S. Berry              | The Peacock and the Sparrrow  |                                              |                                   |                                             |